# Buza Lajos
Buza Lajos (Újpest, 1901. június 30. – 1965. március 23. (k. n.)) válogatott labdarúgó, középfedezet.

## Pályafutása

### Klubcsapatban
1925 áprilisában igazolt az UTSE-ből at UTE-ba. 1929 februárjától a Vasas játékosa lett. 1929 augusztusában közös megegyezéssel szerződést bontott a csapattal. Ezután a Turul játékosa lett. 1930 márciusában a Turulból a Nemzetihez szerződött.
Technikás, jól szerelő játékos volt, akinek munkabírása, szorgalma kiemelkedett a többiek közül.

### A válogatottban
1925 és 1926 között három alkalommal szerepelt a magyar labdarúgó-válogatottban.

## Sikerei, díjai
- Magyar bajnokság
  - 2.: 1926–27
  - 3.: 1927–28

## Statisztika

### Mérkőzései a válogatottban
| Magyarország | Magyarország         | Magyarország                    | Magyarország | Magyarország | Magyarország | Magyarország | Magyarország | Magyarország |
| #            | Dátum                | Helyszín                        | Hazai        | Eredmény     | Vendég       | Kiírás       | Gólok        | Esemény      |
| ------------ | -------------------- | ------------------------------- | ------------ | ------------ | ------------ | ------------ | ------------ | ------------ |
| 1.           | 1925. szeptember 20. | Budapest, Üllői úti pálya       | Magyarország | 1 – 1        | Ausztria     | barátságos   | -            | 49' (öngól)  |
| 2.           | 1926. február 14.    | Brüsszel, Daring Club-pálya     | Belgium      | 0 – 2        | Magyarország | barátságos   | -            |              |
| 3.           | 1926. május 2.       | Budapest, Hungária körúti pálya | Magyarország | 0 – 3        | Ausztria     | barátságos   | -            |              |
|              | Összesen             |                                 |              | 3            | mérkőzés     |              | 0            | gól          |